# Vatnsoyrar
Vatnsoyrar település Feröeren, Vágar középső részén. Közigazgatásilag Vágar községhez tartozik.

## Földrajz

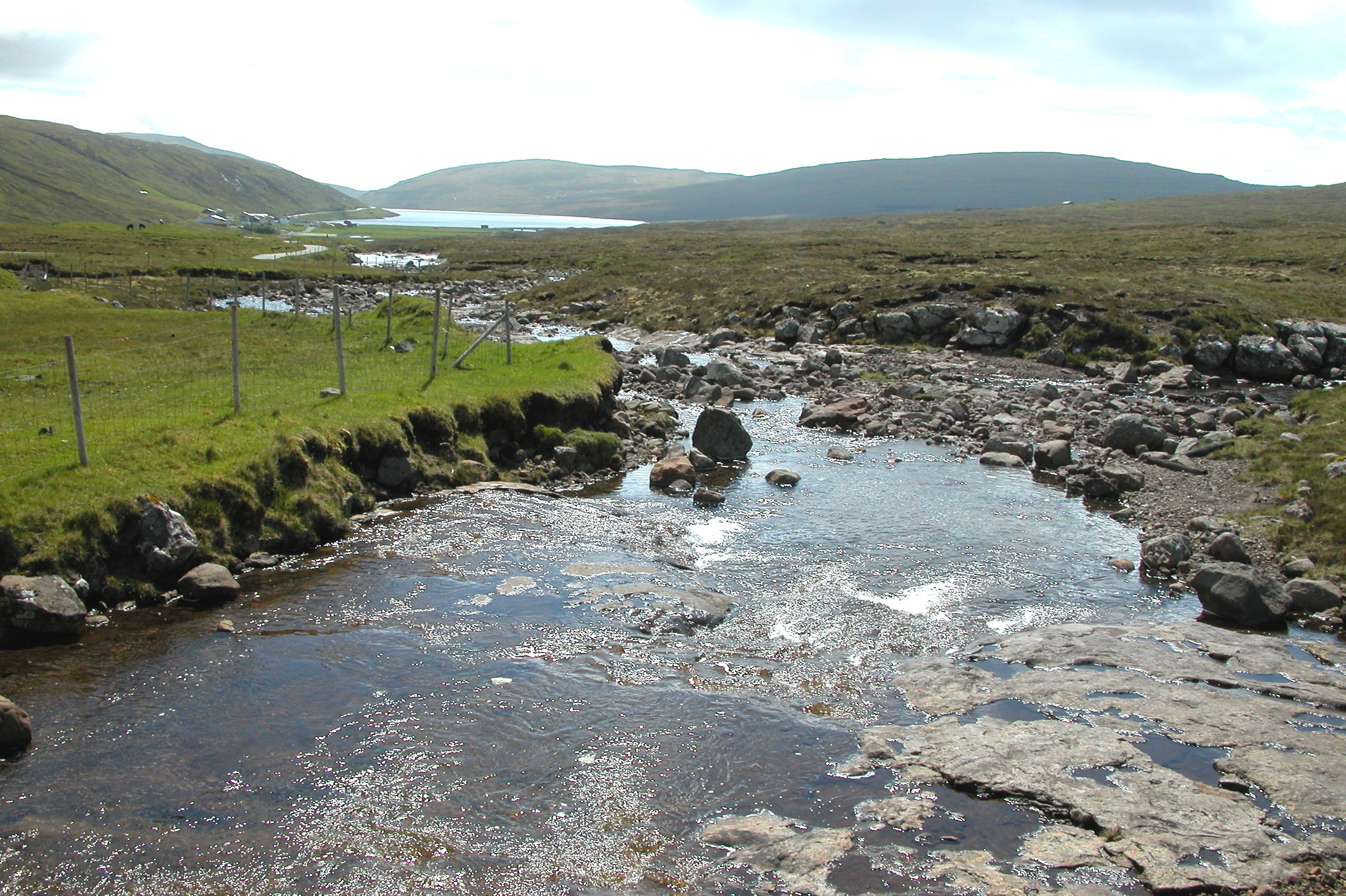
A Skjatlá patak Vatnsoyrar közelében

Vatnsoyrar a sziget középső részén fekszik. Ez Feröer egyetlen olyan települése, amely nem tengerparton található – a falu a Sørvágsvatn tó partján épült. Itt folyik a tóba legfontosabb tápláló vízfolyása, a Skjatlá.

## Történelem
A települést 1921-ben alapította három ember, akik egy-egy darab földet kaptak, hogy azon gazdaságot létesítsenek. Az első húsz évben csak ez a három ház alkotta a települést.
A II. világháború alatt a brit hadsereg hidroplánok leszállóhelyeként használta a közeli tavat. A Vágari repülőtér építése során itt rendezték be főhadiszállásukat, a helyi lakosságot pedig kitelepítették, de a háború után visszatérhettek. Ekkor indult növekedésnek a falu népessége.
Vatnsoyrar 2009. január 1. óta Vágar község része, előtte Miðvágur községhez (Miðvágs kommuna) tartozott.

## Népesség
| Év              | Lakosság |
| --------------- | -------- |
| 1986. január 1. | 61       |
| 1991. január 1. | 42       |
| 1996. január 1. | 45       |
| 2001. január 1. | 40       |
| 2006. január 1. | 56       |

## Turizmus
A településen népszerű ifjúsági tábor található.